# Manuel Ávila Camacho, Ixtapaluca
Manuel Ávila Camacho är en ort i Mexiko, tillhörande Ixtapaluca kommun i delstaten Mexiko. Manuel Ávila Camacho ligger i den centrala delen av landet och tillhör Mexico Citys storstadsområde. Orten hade 3 057 invånare vid folkmätningen 2010 och är döpt efter politikern med samma namn.